# Corneille de la Haye

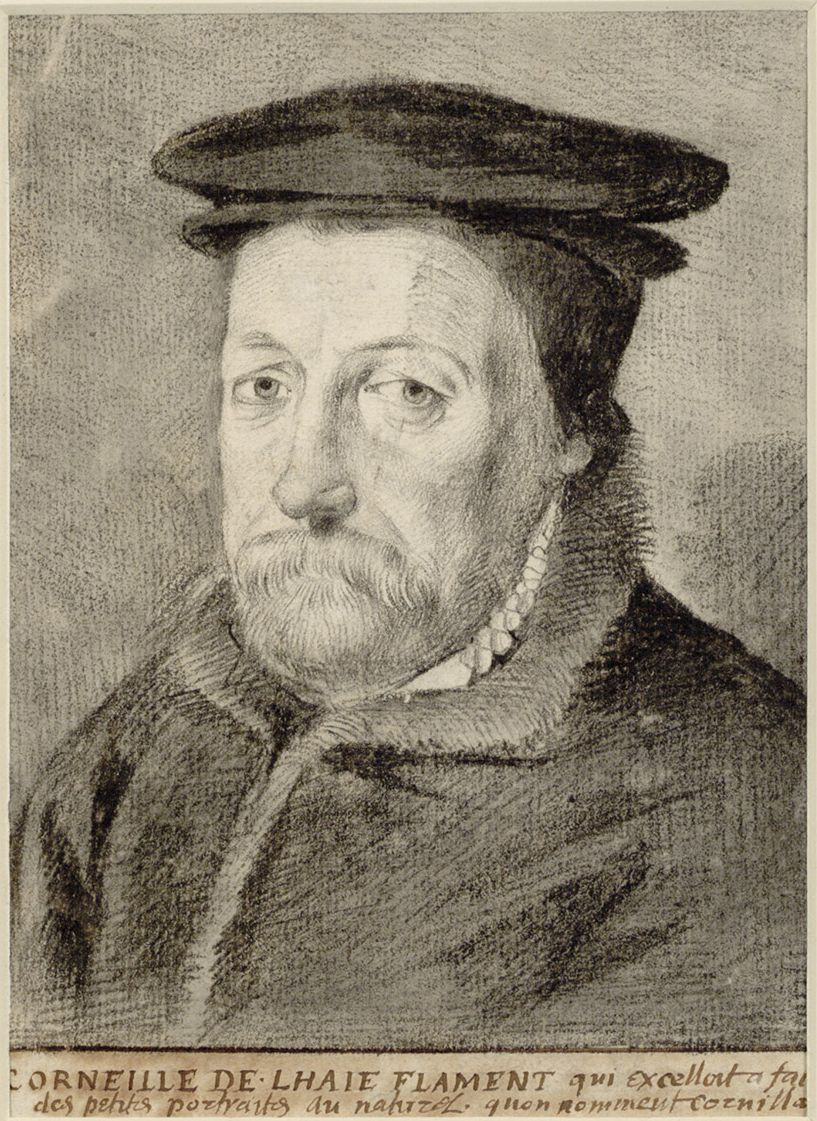
17e-eeuws portret van Corneille de la Haye door Claude Mellan, naar een zelfportret.

Corneille de la Haye (Cornelis van Den Haag) (Den Haag, begin 16e eeuw - Lyon, begraven op 8 november 1575), ook bekend als Corneille de Lyon, was een 16e-eeuwse Nederlandse, later Franse kunstschilder aan het hof van de Franse koningen Hendrik II en Karel IX.

## Leven en loopbaan
De schilder, die vermoedelijk in werkelijkheid Cornelis heette, vestigde zich in of rond 1534 in Lyon. In ca. 1541 werd hij hofschilder en kamerheer van de Franse dauphin (kroonprins), ook nadat deze in 1457 gekroond werd als Hendrik II van Frankrijk. Hij was een belangrijke portretschilder in het 16e-eeuwse Frankrijk en introduceerde een meer natuurlijke, realistische, Nederlandse stijl in Frankrijk. Zo portretteerde hij de Franse koningin Catharina de' Medici, die in 1564 de schilder bezocht en getroffen werd door het realisme van haar portret. Datzelfde jaar kreeg hij een geldsom van koning Karel IX van Frankrijk, wiens hofschilder hij was.
In 1547, na de kroning van Hendrik II, werd Corneille genaturaliseerd tot Frans staatsburger. Hij bekeerde zich in 1569 van het protestantisme naar het rooms-katholieke geloof. Corneille trouwde met Marguerite Fradin, de dochter van François Fradin, een drukker in Lyon. Hun zoons Corneille de la Haye II (geboren in 1543) en Jacques de la Haye en hun dochter Clémence de la Haye volgden in hun vaders voetsporen en werden kunstschilder.

## Werken
Corneilles portretten zijn op miniatuurformaat, variërend van het formaat van een ansichtkaart tot ongeveer 20 x 25 cm. De geportretteerde wordt met hoofd en schouders afgebeeld, en kijkt je vaak direct aan. Corneille werkte met olieverf op houten panelen. Op de huidgedeeltes werd de verf zeer dun aangebracht, terwijl de verf veel dikker aangebracht werd op de groen- of grijsachtige achtergrond.
Schilderijen die worden toegeschreven aan Corneille de la Haye bevinden zich onder meer in het Louvre in Parijs, de Hermitage in Sint-Petersburg, de National Gallery in Londen en het Metropolitan Museum of Art in New York. Er kan echter maar één werk met zekerheid aan hem worden toegeschreven, een portret van Pierre Aymeric uit 1533 dat zich nu in het Louvre bevindt. Een inscriptie in het handschrift van Aymeric achter op het schilderij bevestigt dat dit portret van Corneille de la Hayes hand is.

## Galerij

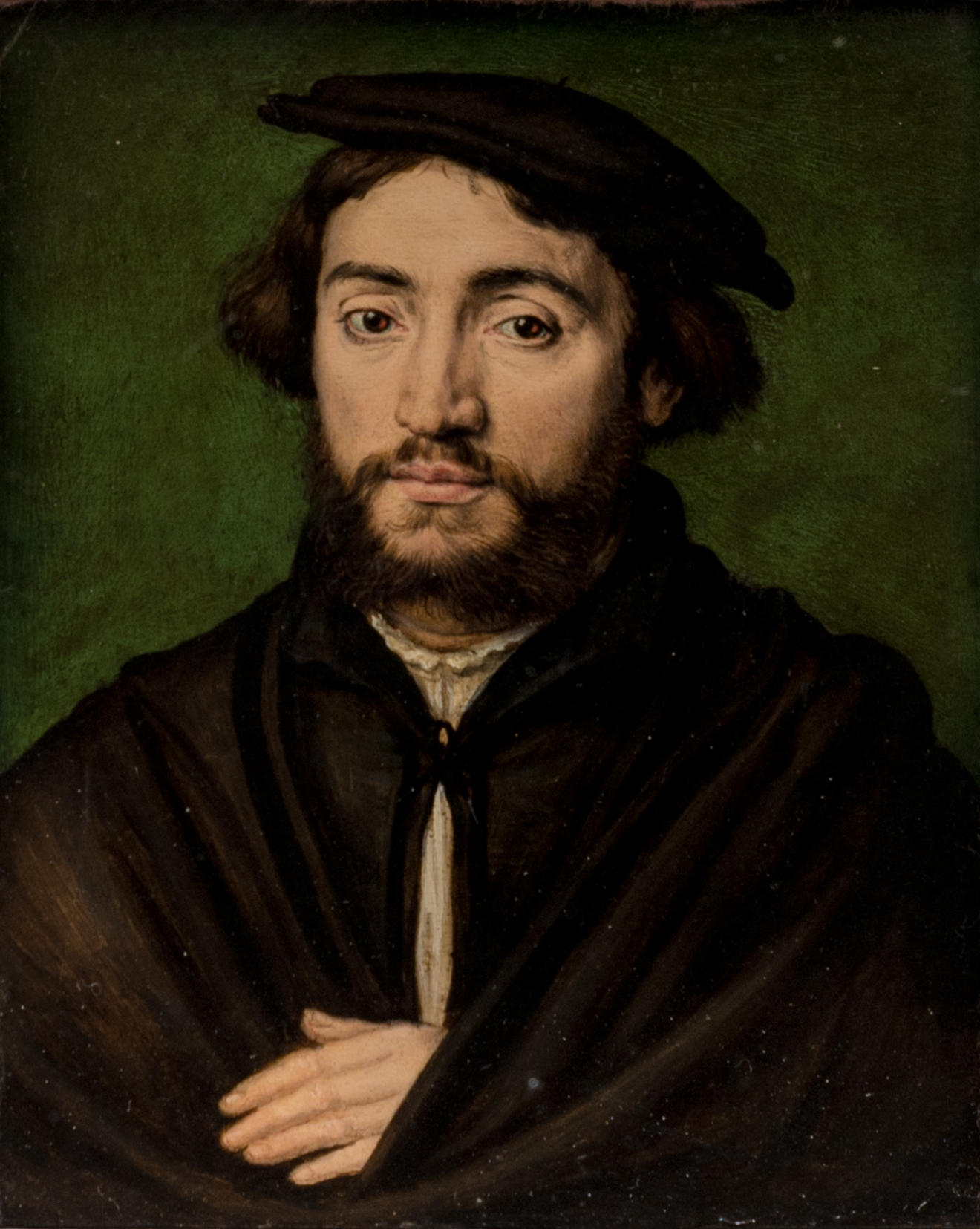
Pierre Aymeric, 1533. Dit portret is het enige werk dat met zekerheid aan Corneille de la Haye kan worden toegeschreven.
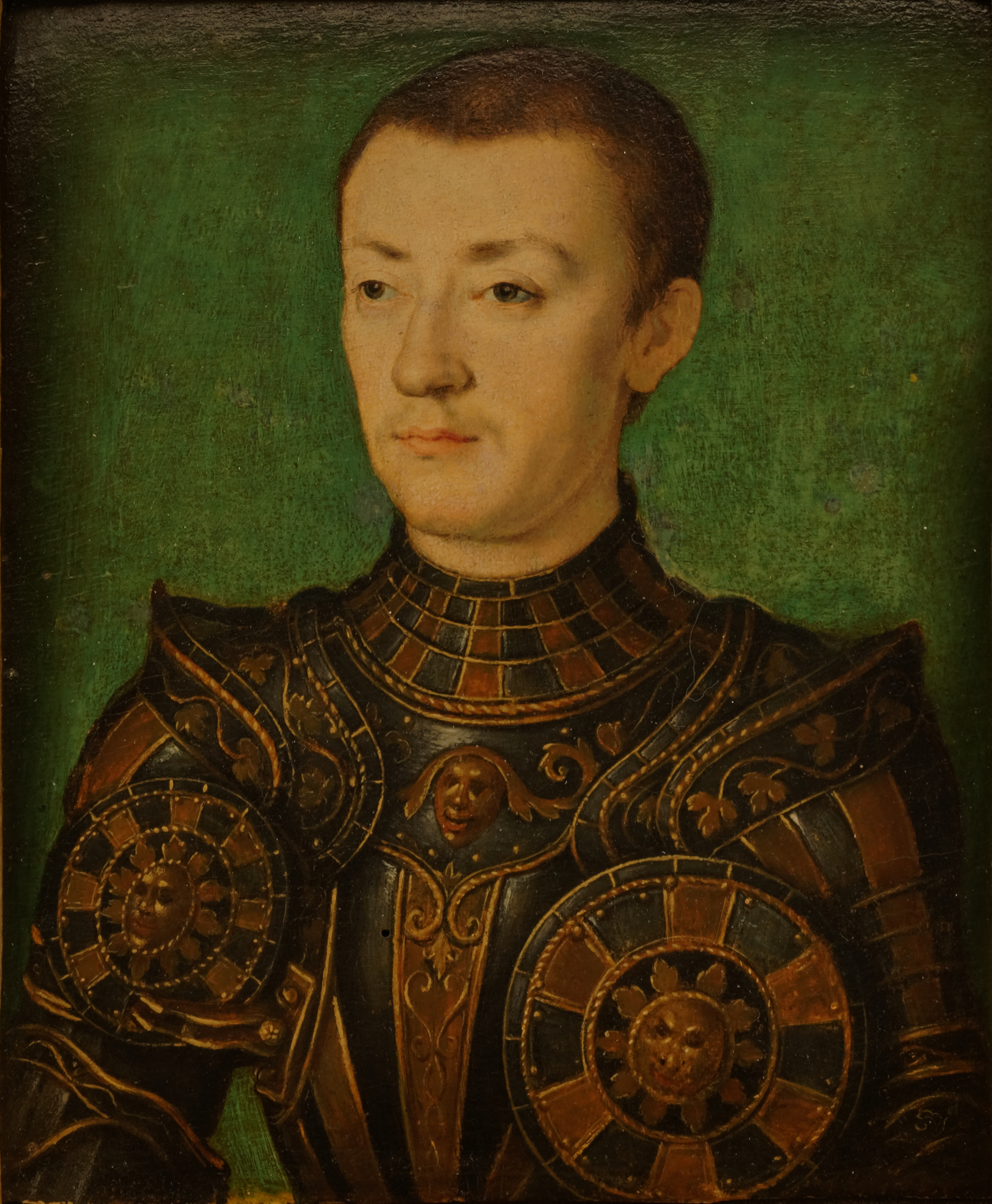
Hendrik van Valois, hertog van Orléans, dauphin van Frankrijk, ca. 1536
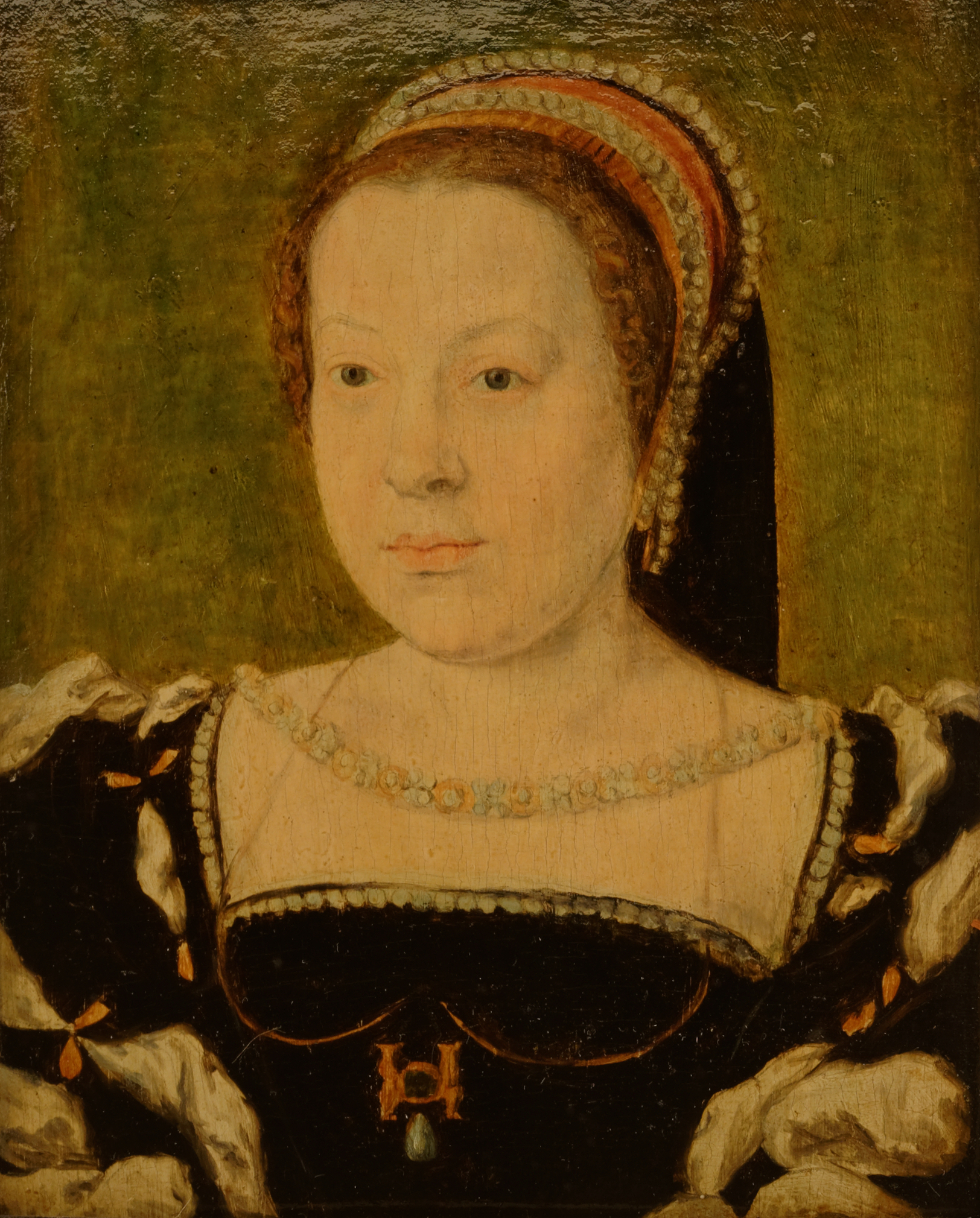
Catharina de' Medici, echtgenote van Hendrik van Valois, vóór 1540
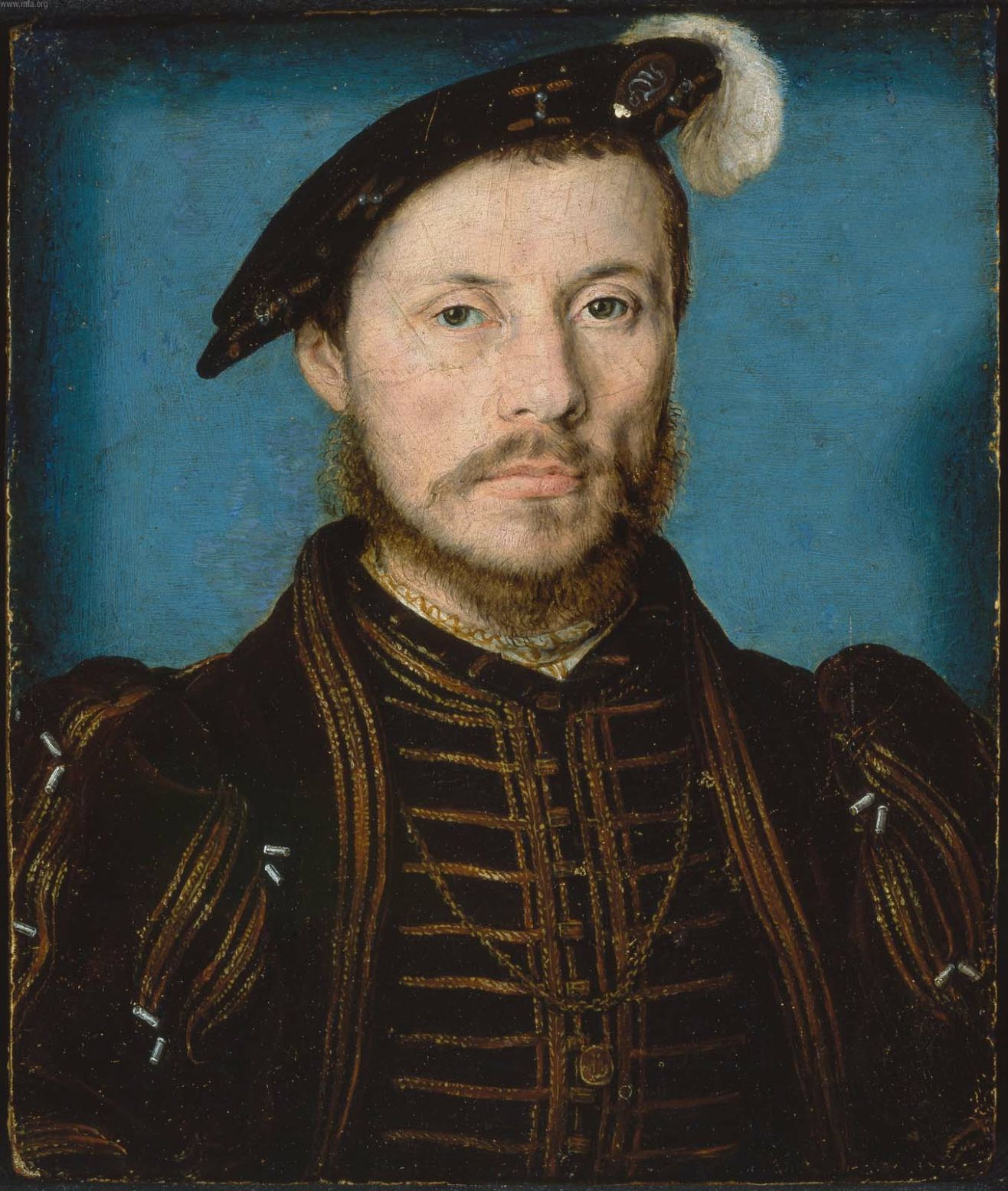
Portret van Anne de Montmorency, Frans veldheer en staatsman, 1536
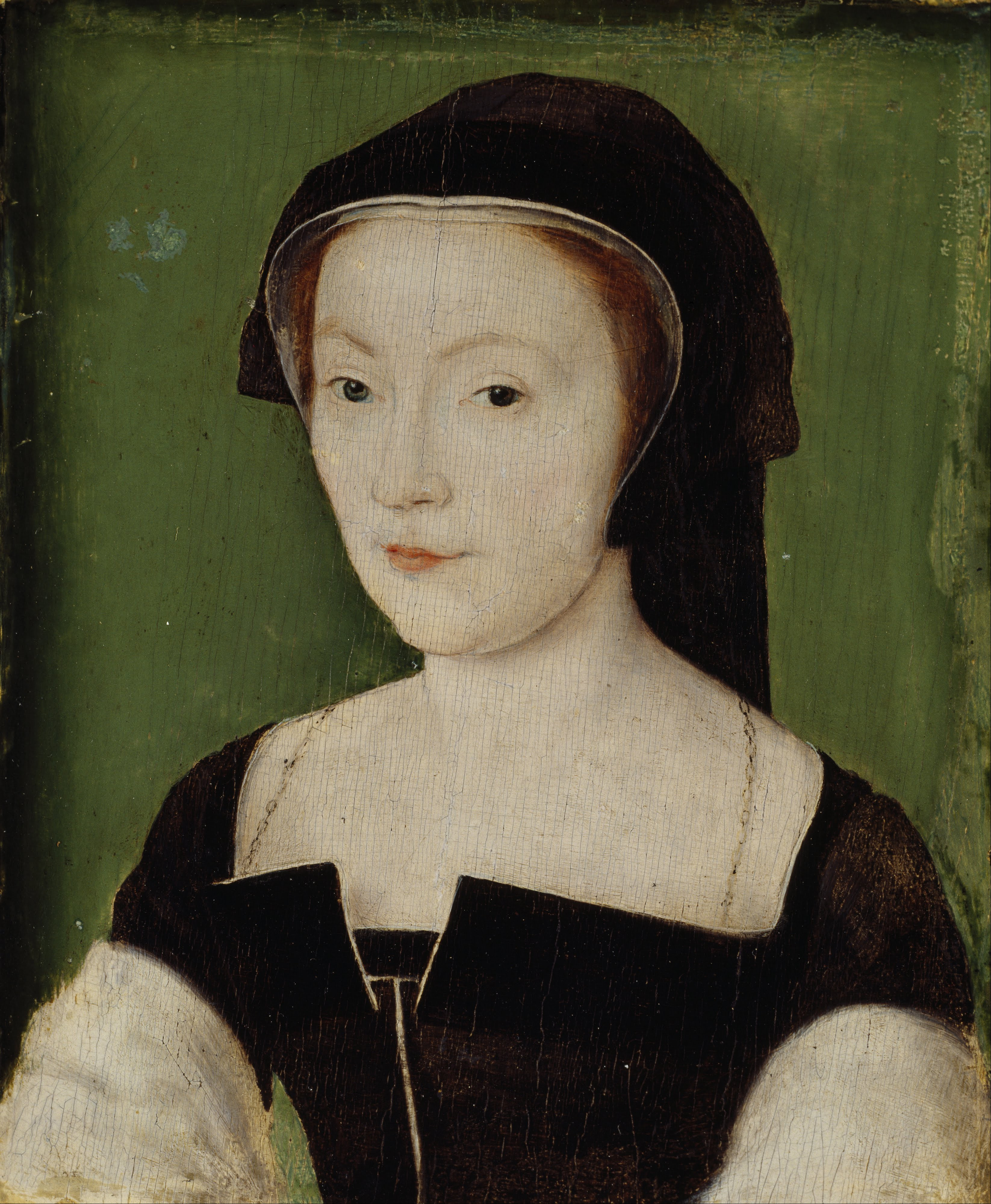
Portret van Marie de Guise in 1537, kort vóór haar (2e) huwelijk, met koning Jacobus V van Schotland
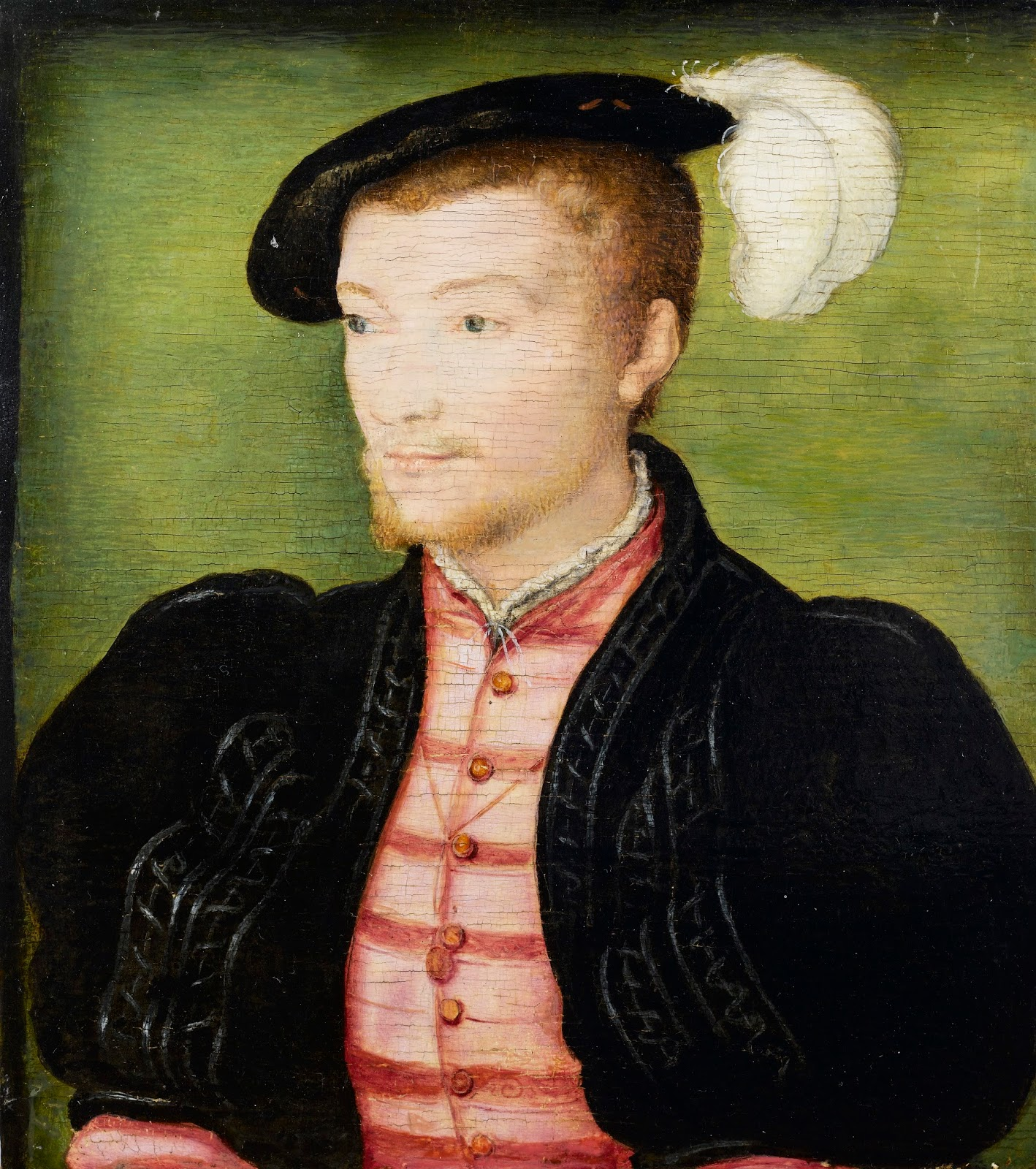
Frans van Bourbon-Condé, graaf van Edingen, ca. 1540
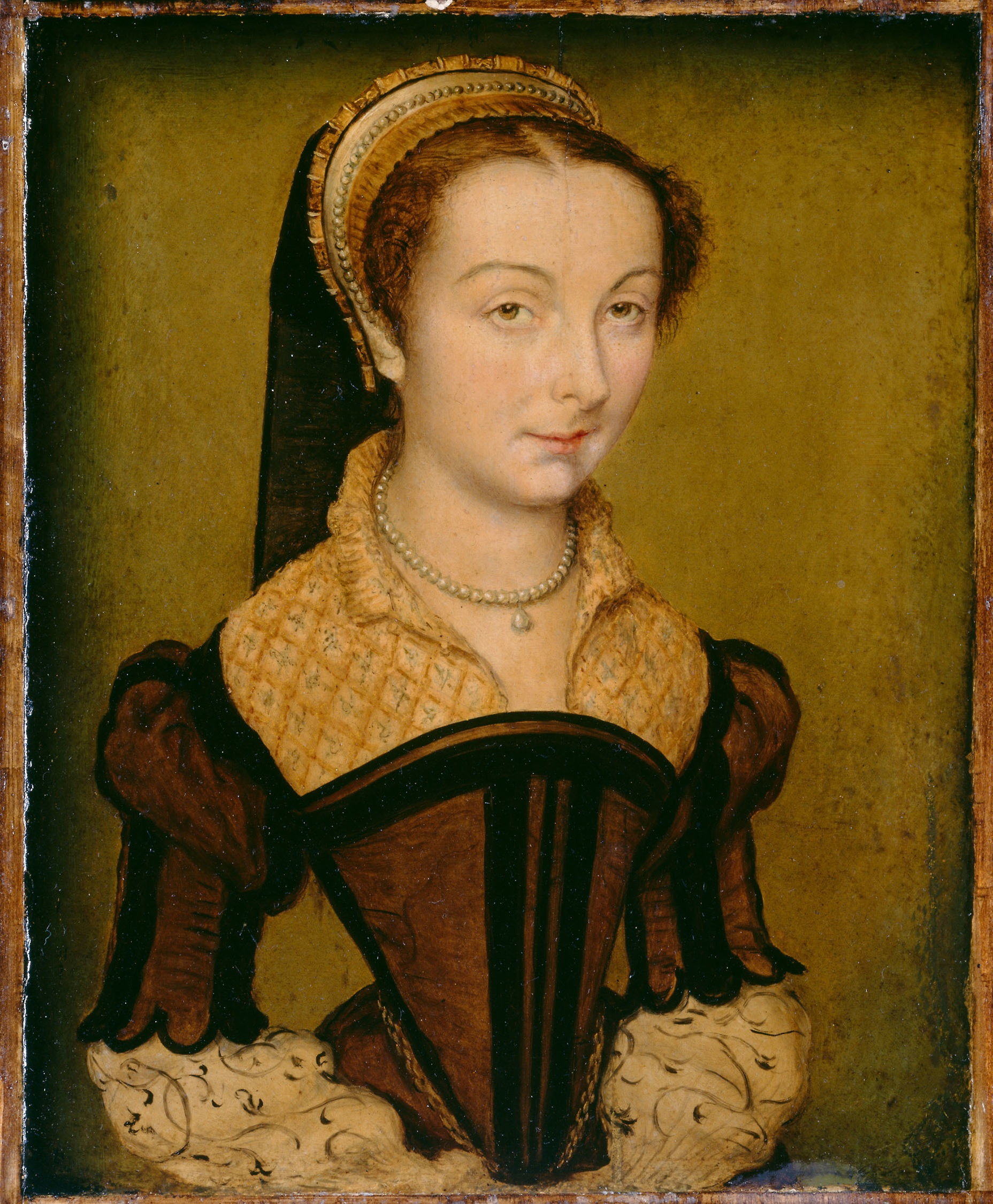
Louise de Halluin, vrouwe van Cipierre, ca. 1555

- Biblioteca Nacional de España: XX4691921
- Bibliothèque nationale de France: cb125688282 (data)
- Biografisch Portaal: 71120478
- Gemeinsame Normdatei: 120494809
- International Standard Name Identifier: 0000 0001 2101 8961
- Library of Congress Control Number: n92089140
- Nederlandse Thesaurus van Auteursnamen: 158695372
- RKD-Nederlands Instituut voor Kunstgeschiedenis: 18370
- SNAC: w6ft96ts
- Système universitaire de documentation: 034996788
- Union List of Artist Names: 500115387
- Virtual International Authority File: 64122715
- WorldCat: E39PBJtRJwHmtV9bxtKrY6ptrq